# Idotea ochotensis
Idotea ochotensis là một loài chân đều trong họ Idoteidae. Loài này được Brandt miêu tả khoa học năm 1851.